# Горан Навојец
Горан Навојец (Бјеловар, 10. октобра 1970) хрватски је позоришни, телевизијски и филмски глумац. Уметнички је директор и оснивач позоришног фестивала БОК фест у Бјеловару. Његов млађи брат Бојан Навојец такође је глумац.

## Телевизијске улоге
- Десет у пола, као власник кафића (2021)
- Јужни ветар 2: Убрзање, као Томица (2021)
- Небеса, као Стојан (2021)
- Хорватови, као Стјепан Хорват (2015—2016)
- На путу за Монтевидео, као Брацика (2013)
- Почивали у миру, као Романо Соршак  (2013)
- Југославенске тајне службе, као Вјекослав Лубурић (2012)
- Мирис кише на Балкану, као Шкоро (2010—2011)
- Луд, збуњен, нормалан, као Рeуфик „Рефко” Мeхмeдa Мујкић (2010—2013)
- Тито, као маршал Толбухин (2010)
- Битанге и принцезе, као Томпа (2008)
- Звезде певају, као Горан Навојец (2008)
- Одмори се, заслужио си, као Дудо Космички (2006—2013)
- Позориште у кући, као адвокат Мудрић (2007)
- Наша мала клиника, као др Тони Гргеч (2004—2007)
- Златни врч, као Роберт (2004)